# Grigori Stern
Grigori Mikhaïlovitch Stern (en russe : Григо́рий Миха́йлович Штерн, Chtern), né le 6 juillet 1900 à Smila, dans l'Empire russe, et décédé le 28 octobre 1941 à Kouïbychev (aujourd'hui Samara en Russie), est un militaire soviétique. Il fut officier dans l'Armée rouge et conseiller militaire pendant la guerre civile espagnole. Il servit également pendant la guerre soviéto-japonaise et la guerre d'Hiver.

## Biographie
Grigori Stern (prononcer Chtern selon la forme francisée de la transcription en cyrillique) est né dans une famille juive à Smila, dans le gouvernement de Kiev, en 1900. Il commence sa carrière comme commissaire dans une brigade de l'Armée rouge en 1919. Stern est diplômé de l'Académie militaire de l'Armée rouge en 1929 et travaille pour le Commissariat du peuple pour les affaires militaires. Il est nommé comme commandant de la 7e division de cavalerie en 1936. Stern devient conseiller militaire durant la guerre civile espagnole entre janvier 1937 et avril 1938.
Grigori Stern commanda les troupes soviétiques durant la bataille du lac Khasan en 1938, puis durant bataille de Khalkhin Gol en juillet 1939, avec le général Gueorgui Joukov. Il fut distingué par le titre de Héros de l'Union soviétique le 29 août 1939.
Pendant la guerre d'Hiver contre la Finlande, Stern reçut le commandement de la 8e armée le 12 décembre 1939. Après la guerre d'Hiver, il fut promu au grade de colonel-général, le 5 juin 1940. Le 22 juin 1940, il fut nommé comme commandant du front d'Extrême-Orient formé sur la base de l'Armée Rouge d'Extrême-Orient. En janvier 1941, il prit la tête de la défense anti-aérienne au commissariat du peuple à la Défense.
Grigori Stern fut arrêté 8 juin 1941 par le NKVD. Durant sa détention, il fut torturé et accusé d'être un espion au service de l'Allemagne depuis 1931. Après l'invasion de l'Union soviétique par l'Allemagne nazie, il fut transféré à Kouïbychev avec un groupe de prisonniers. Le 28 octobre 1941, il fut exécuté sans procès sur l'ordre de Beria, le chef du NKVD.
Grigori Stern a été réhabilité le 25 août 1954 sur décision du procureur général de l'Union soviétique pour « manque de preuves ». Il est inhumé au cimetière Rogojskoïe, à Moscou.